# Pavel Chalturin
Pavel Anatol'evič Chalturin (in russo Павел Анатольевич Халтурин?; Volgograd, 15 settembre 1983) è un pallanuotista russo dello Spartak Volgograd e della propria nazionale.

## Palmarès
- Campionato russo: 8

Spartak: 2003, 2004, 2010, 2013, 2014, 2015, 2016, 2017
- Coppa di Russia maschile: 7

Spartak: 2002, 2003, 2004, 2007, 2009, 2013, 2015
- Coppe LEN: 1

Spartak: 2014